# Râul Lolaia
Râul Lolaia este un curs de apă, afluent al râului Jiul de Est. 